# Sábado Dolce Vita
Sábado Dolce Vita —o simplemente Dolce Vita— era un talk show de televisión dedicado a la crónica social  producido por Mandarina Producciones para la cadena española Telecinco. Se trataba de la continuación de Salsa rosa, pero con otra productora. Así, Sábado Dolce Vita se emitió entre el 5 de agosto de 2006 y el 18 de agosto de 2007, siendo sustituido por La noria tras el fin de ciclo del programa. El formato se emitía todos los sábados en horario prime time y estaba presentado por Santiago Acosta.

## Formato
Cada semana el programa contaba con la presencia de invitados, generalmente personajes relacionados con el mundo del espectáculo y la prensa rosa. Estos se sometían a las preguntas del equipo de tertulianos del programa, formado por los periodistas Pepa Jiménez, María Eugenia Yagüe, Marisa Martín Blázquez, Paloma García Pelayo, Diego Reinares, Juan Luis Alonso y Ángela Portero.
Además de la entrevista, entre los contenidos de Sábado Dolce Vita, destacaba la mesa de debate en la que dos tertulianas fijas, la abogada Gemma Ruiz y la periodista María Eugenia Yagüe, llevaban a cabo un pormenorizado análisis de los reportajes de investigación realizados por el programa junto a distintos invitados que iban variando en función del tema tratado. Por otro lado, dos famosos protagonizaban una sección llamada "cara a cara", cuyas intervenciones eran valoradas por el público, quien decidía cuál de ellos era el contendiente más sobresaliente.
Como complemento del programa, del mismo modo que Salsa rosa contaba con Salsa rosa express, Sábado Dolce Vita contaba con Sábado Dolce Vita Flash, un espacio de 30 minutos que se emitía de forma previa al programa y donde el equipo de tertulianos comentaba la actualidad semanal de la crónica social, a partir de reportajes y exclusivas obtenidas por los reporteros del programa.

## Equipo

### Presentador
- Santiago Acosta

### Colaboradores
- Ángela Portero
- Diego Reinares
- Gemma Ruiz
- Juan Luis Alonso
- María Eugenia Yagüe
- Marisa Martín Blázquez
- Paloma García Pelayo
- Pepa Jiménez

## Audiencias
| Temporada | Temporada | Episodios | Estreno             | Final                   | Audiencia media | Audiencia media | Audiencia media |
| Temporada | Temporada | Episodios | Estreno             | Final                   | Espectadores    | Cuota           |                 |
| --------- | --------- | --------- | ------------------- | ----------------------- | --------------- | --------------- | --------------- |
|           | 1         | 22        | 5 de agosto de 2006 | 30 de diciembre de 2007 | 2 419 000       | 24,9%           |                 |
|           | 2         | 33        | 6 de enero de 2007  | 18 de agosto de 2007    | 2 236 000       | 21,7%           |                 |
| Total     | Total     | 55        | 2006                | 2007                    | 2 327 000       | 23,3%           |                 |